# Tetraplosphaeria sasicola
Tetraplosphaeria sasicola är en svampart som beskrevs av Kaz. Tanaka & K. Hirayama 2009. Tetraplosphaeria sasicola ingår i släktet Tetraplosphaeria och familjen Tetraplosphaeriaceae.   Inga underarter finns listade i Catalogue of Life.